# Lauriane Rougeau
Lauriane Rougeau (Pointe-Claire, 12 aprile 1990) è una hockeista su ghiaccio canadese.
Ha vinto la medaglia d'oro olimpica nell'hockey su ghiaccio con la nazionale femminile canadese alle Olimpiadi invernali di Sochi 2014 e anche la medaglia d'argento nel torneo femminile alle Olimpiadi invernali 2018 di Pyeongchang.
Nelle sue partecipazioni ai campionati mondiali femminili ha conquistato una medaglia d'oro (2012) e due medaglie d'argento (2013 e 2015).
Inoltre ha ottenuto due medaglie d'argento (2008 e 2009) ai campionati mondiali Under-18.